# Maritimcentret Vellamo

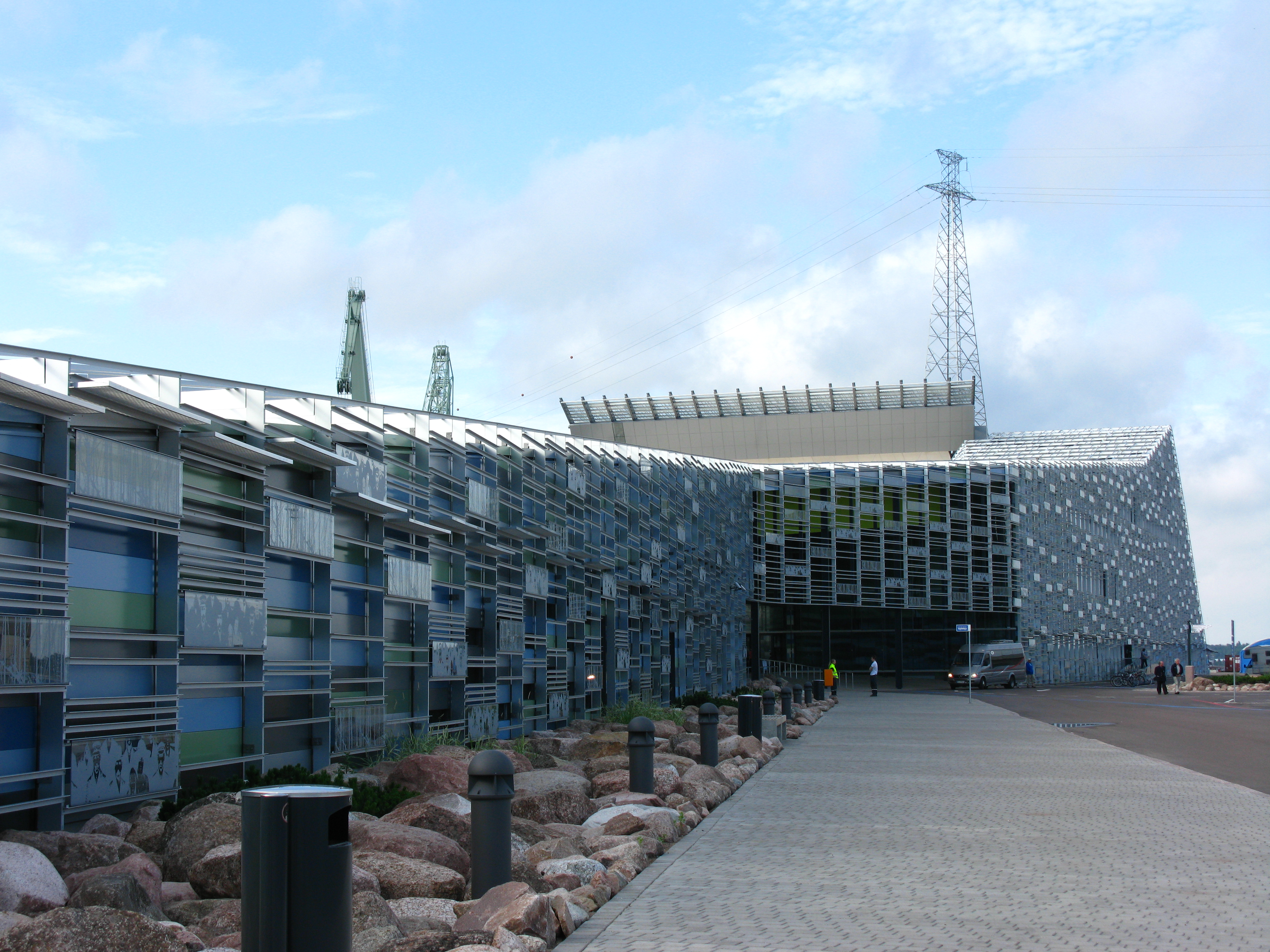
Maritimcentret Vellamo i Kotka

Maritimcentret Vellamo är ett museikomplex i staden Kotka i det finländska landskapet Kymmenedalen. Museikomplexet ligger vid Kotka hamn och består av Finlands sjöhistoriska museum samt Kymmenedalens museum. Byggnaden öppnades för publiken i juli 2008. Huvudställningen i Finlands sjöhistoriska museum heter Polstjärnan, Södra korset som presenterar den finländska sjöfartens historia enligt olika teman. I Kymmenedalens museum heter huvudutställningen "Strömmar". I samband med Maritimcentret ligger en museifartygsbrygga med museiångisbrytaren Tarmo och tidigare fyrskeppet Kemi.
Maritimcentrets byggnad, som är utformad som en svallvåg, har ritats av den finländske arkitekten Ilmari Lahdelma. Byggnadens sammanlagda yta är cirka 15 000 kvadratmeter och byggnaden har en volym på cirka 118 000 kubikmeter. De slutliga kostnaderna för byggnadsarbetena beräknades vara cirka 38 miljoner euro. 
Tidigare låg Finlands sjöhistoriska museum på Vrakholmen utanför Högholmen i Helsingfors. Museet flyttade till Maritimcentret Vellamo år 2007.